# NGC 4375
NGC 4375 este o galaxie seyfert de tip 2⁠(d) situată în constelația Părul Berenicei. A fost descoperită în 11 aprilie 1785 de către William Herschel.